# Günter Bresnik

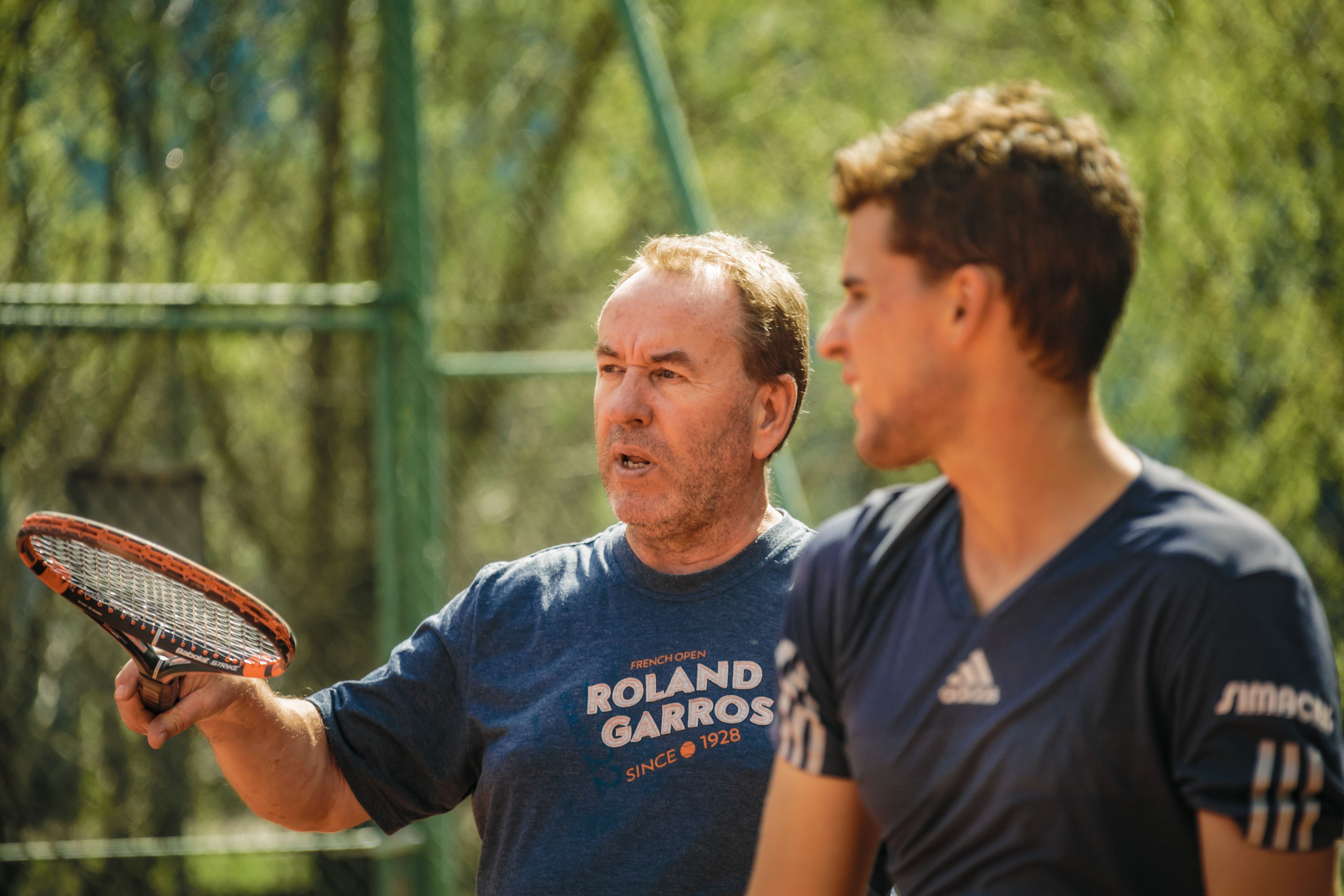
Günter Bresnik mit Dominic Thiem

Günter Bresnik (* 21. April 1961 in Wien) ist ein österreichischer Tennistrainer. Über viele Jahre war er Kapitän der österreichischen Davis-Cup-Mannschaft. Sein bislang erfolgreichster Schützling war Dominic Thiem, den er von dessen Kindheit bis 2019 trainierte.

## Leben
Der Sohn aus einem Ärztehaushalt und Absolvent eines Gymnasiums studierte an der Universität Wien acht Semester Medizin. Günter Bresnik lebt mit Frau und vier Töchtern in Innermanzing in Niederösterreich.

## Karriere
In seiner Trainerkarriere seit Mitte der 1980er Jahre hat Bresnik Spieler wie Boris Becker, Henri Leconte, Patrick McEnroe, Patrick Baur, Uladsimir Waltschkou, Amos Mansdorf, Horst Skoff und Stefan Koubek betreut. Von 1992 bis 1993 und 1998 bis 2004 war Bresnik Kapitän der österreichischen Davis-Cup-Mannschaft, 1998 und 1999 war der Niederösterreicher zudem Sportchef des Österreichischen Tennisverbandes.
Heute betreibt Bresnik eine internationale Tennis-Akademie in der Südstadt von Wien mit rund 30 Nachwuchsspielern. Am 21. Oktober 2016 erschien Bresniks erstes Buch mit dem Titel „Die Dominic-Thiem-Methode“. Darin schildert er sowohl Dominic Thiems Karriereweg vom achtjährigen Buben zum Weltklasse-Athleten als auch seinen eigenen Werdegang zum international anerkannten Tennistrainer. Im April 2019 beendeten Bresnik und Thiem ihre Zusammenarbeit. Seit Januar 2021 betreut er den Franzosen Gaël Monfils.